# ВРК-2
Ваго́нная ремо́нтная компа́ния-2 — частная компания, специализирующаяся на ремонте и сервисном обслуживании грузовых вагонов. Занимает 17,4 % российского рынка ремонтных услуг железнодорожного транспорта. Сокращённое наименование — АО «ВРК-2». Штаб-квартира — в Москве.
Является крупнейшим подрядчиком по ремонту вагонов.
В 2013-2014 годах ВРК-2 (наряду с ВРК-1 и ВРК-3) критиковалась структурами РЖД за низкое качество ремонтов и неэффективное ведение бизнеса, а в апреле 2019 года компания оказалась в центре скандала, связанного с уголовным делом по обвинению в коммерческом подкупе её гендиректора А. Самойлова.

## История
В 2011 году ОАО «РЖД» в соответствии с Программой структурной реформы на железнодорожном транспорте создало три дочерних общества в области ремонта грузовых вагонов: ВРК-1, ВРК-2 и ВРК-3 с долей РЖД в уставном капитале 100 % минус 1 акция. Реформа базировалась на том, что РЖД выделяет в дочерние компании те сегменты производства, которые находятся в рыночной сфере, и постепенно продает их, обеспечивая условия для конкуренции.

В ВРК-2 было передано 38 вагонных ремонтных депо, расположенных на территории всей России, вблизи крупных железнодорожных узлов.
В конце июля 2013 года ОАО «РЖД» подготовило проект распоряжения Правительства Российской Федерации о продаже 100 % минус одна акция своих вагоноремонтных активов — ВРК-2 и ВРК-3.

В 2014 году ОАО «РЖД» планировала провести аукционы по продаже компаний.

19 июня 2020 года ОАО «РЖД» продало с аукциона Вагонную ремонтную компанию-2 (ВРК-2), сообщила монополия. При стартовой цене в 9,145 млрд руб. 100% минус одна акция компании были приобретены за 10,7 млрд руб. Новой вагоноремонтной компанией (НВК).

## География
ВРК-2 оказывает услуги по ремонту и техническому обслуживанию грузовых вагонов на базе 37 депо, ранее входивших в Центральную дирекцию по ремонту грузовых вагонов — филиал ОАО «РЖД».

| Железная дорога    | Вагонноремонтные предприятия в составе ВРК-2                         |
| ------------------ | -------------------------------------------------------------------- |
| Октябрьская        | «Волховстрой», «Мурманск», «Санкт-Петербург-Сортировочный-Витебский» |
| Московская         | «Вязьма», «Курск», «Льгов», «Ряжск», «Узловая»                       |
| Горьковская        | «Зелецино», «Зуевка»                                                 |
| Северная           | «Коноша», «ВКМ Кулой», «Череповец», «Ярославль»                      |
| Северо-Кавказская  | «Кавказская», «Каменоломни», «Прохладная»                            |
| Юго-Восточная      | «Кочетовка», «РВД Лиски», «Старый Оскол»                             |
| Приволжская        | «Ершов», «Сарепта»                                                   |
| Куйбышевская       | «Бензин»                                                             |
| Свердловская       | «Войновка», «Пермь-Сортировочная», «Серов-Сортировочный»             |
| Южно-Уральская     | «Орск», «Челябинск»                                                  |
| Западно-Сибирская  | «Белово», «Московка», «Новокузнецк-Сортировочный»                    |
| Красноярская       | «Аскиз»                                                              |
| Восточно-Сибирская | «Иркутск-Сортировочный»                                              |
| Забайкальская      | «Чита»                                                               |
| Дальневосточная    | «Комсомольск-на-Амуре», «Партизанск», «Тында»                        |

## Деятельность
Вагонные ремонтные депо в составе ВРК-2 оказывают услуги по модернизации подвижного состава, проводят капитальный, деповской и текущий ремонт, изготовление и ремонт узлов и деталей.

В апреле 2013 года ВРК-2 заключила соглашение с Объединенной вагонной компанией (ОВК) об организации гарантийного и постгарантийного обслуживания современных грузовых тележек Berber производства Тихвинского ВСЗ (входит в ОВК). Соглашение предусматривает техническое обслуживание вагонов, проведение ремонта, а также обеспечение всеми необходимыми комплектующими.

## Критика
В феврале 2013 года Региональная оперативная комиссия Московской железной дороги признала итоги финансово-хозяйственной деятельности ВРК-2 неудовлетворительными. Начальник МЖД Владимир Молдавер подверг критике руководство ВРК-2 за неспособность раскрыть и обосновать себестоимость капитального и деповского ремонтов, неконкурентные цены на рынке услуг ремонта вагонов, высокие издержки и низкие зарплаты на предприятиях, неэффективную коммерческую деятельность. 30 октября 2014 года на Московском региональном координационном совете было отмечено, что ВРК-2 не справляется с плановыми заданиями. Одной из причин железнодорожной катастрофы 20 мая на перегоне Бекасово-1 — Нара, когда в результате схода вагонов грузового поезда произошло столкновение его с пассажирским и были допущены человеческие жертвы, указывалось некондиционное состояние грузовых вагонов, отремонтированных на вагоноремонтных предприятиях.

## Уголовное дело
5 апреля 2019 года московский суд арестовал гендиректора АО «Вагонная ремонтная компания-2» Антона Самойлова. Он подозревается в получении взятки в размере 1,06 млн руб. от компании-подрядчика из Кемерово. В 2020 году в ходе судебного заседания А. Самойлов оправдан. С него сняты все обвинения.

## Продажа акций
В июле 2020 г. ОАО "РЖД" на открытом аукционе продало акции АО "ВРК-2" за 10,8 млд. руб. компании ООО "Новая вагоноремонтная компания", которая стала единоличным собственником. Назначен новый генеральный директор Вадим Михальчук.